# Mazama szara
Mazama szara (Subulo gouazoubira) – gatunek ssaka z rodziny jeleniowatych (Cervidae) występujący w Ameryce Południowej.

## Wygląd
Szarobrązowa sierść, u samców występuje niewielkie poroże.
Średnie wymiary
- Długość ciała – 125 cm.
- Wysokość w kłębie – 70 cm.
- Długość ogona – 20 cm.
- Masa ciała – 20 kg.

## Zasięg występowania
Argentyna, Boliwia, Brazylia, Paragwaj, Urugwaj.

## Tryb życia
Żyje na sawannach i w zaroślach. Roślinożerna.

## Rozmnażanie
Ciąża u mazamy szarej trwa ok. 200 dni. Samica rodzi jedno młode, osiągające dojrzałość płciową po 1,5 roku.